# Kutorejo (Kajen)
Kutorejo is een bestuurslaag in het regentschap Pekalongan van de provincie Midden-Java, Indonesië. Kutorejo telt 2110 inwoners (volkstelling 2010).